# NGC 5821
NGC 5821 (другие обозначения — UGC 9648, MCG 9-25-2, ZWG 273.39, ZWG 274.5, PGC 53532) — галактика в созвездии Волопас.
Этот объект входит в число перечисленных в оригинальной редакции «Нового общего каталога».